# Себастіян Кленович
Себастіан Фабіан Кленович (Кльонович, Ацерн) (пол. Sebastian Fabian Klonowic, лат. Acernus, 1545, с. Сульмежиці, біля Каліша, Польща — 12 серпня 1602, Люблін, Польща) — поет та композитор Речі Посполитої, викладач Замойської академії, симпатик Реформації та Русі-Роксолянії. Писав латиною, згодом польською.
Довший час мешкав у Львові, згодом оселився в Любліні, також мешкав у Замості.

## Життєвий шлях
Все своє життя Себастіян Кленович провів у колі й під впливом трьох міст: Люблін, Львів та Замостя.
Був сином Яна Кльона, орендаря фільварку і млина над річкою Орлею, та Анни з Пєтшалків. Підписувався латинським перекладом свого прізвища: Acernus (Acer — клен).
Себастіан провів молоді літа в Пезінку (тоді Угорське королівство, нині Словаччина), Чеськім Крумлові (Чехія) та Львові. Навчався в єзуїтському колегіумі в Каліші.
1568 оселився в Любліні, де близько 1573 року розпочав кар'єру урядника міської канцелярії. 1574–1582 — міський писар у Любліні. 1576–1582 — він добився високого становища, як чиновник, провадив судову канцелярію війта в Любліні.
1580 — Себастіян Кленович одружився з Аґнєшкою Вісліцькою, дочкою люблінського лавника та торговця. 1583 — він став люблінським лавником (вибірним представником громади).
1585 — від Йосипа Верещинського, латинського єпископа Київського й абата бенедиктинців у Ситихові, отримав війтівство у селі Псари і заснував на тих землях село Воля Юзефовська.
1589 — на прохання Яна Замойського (покровителя Замойської академії) Себастіан став ректором цієї ж академії.
Війта (з 1592), бургомістр (з 1594), у 1595 призначений довічним міським райцею Любліна.
Помер у шпиталі святого Лазаря (Люблін).

## Творчий доробок

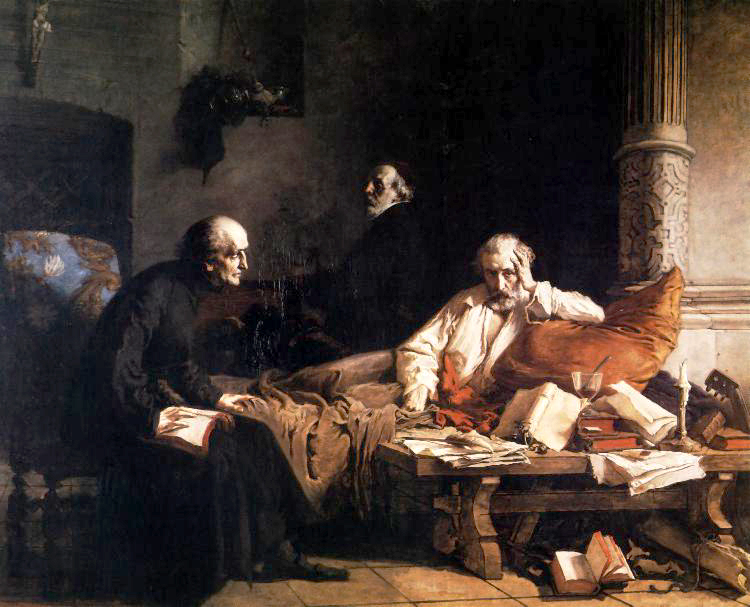
«Смерть Ацерна», картина Вільгельма Леопольського (1867)

- «Віршовані вітання польським королям та принцам за Клементом Яніцки», Vitae regum Polonorum Klement Janicki, Pt. Переклад Себастіяна Кленовського.
- «Філтрон» (1582) — поема латинською мовою, Philtron
- «Звитяга богів» (Victoria deorum) — поема про міфічну перемогу над богами здобуту титанами.
- «Роксоланія» (1584) — поема про життя на Русі. Roxolania.
- «Жалі нагробні на уродженого шляхтичем пана Яна Кохановського» (1595), Zale nagrobne na slachetnie urodzonego Pana Jana Kochanowskiego (1595) — цикл віршів за матеріалами із суду присяжних (лавочкін).
- «Флис, тобто судноплавство Віслою та іншими річками, що впадають у неї» пол. Flis, to jest Spuszczanie statkow Wisla i inszymi rzekami do niej przypadajacymi (1595) — віршований опис торгового кодексу плисаків[1].
- «Гаман юдеїв, тобто неправомірно набуті маєтності» (1600), Worek Judaszow to jest zle nabycie majetnosci — римований трактат договірного права.
- «Гебдонас, то є сім щоденних пісеньок писаних за Книгою Мойсеєвою починаючи від тої днини коли Бог творив, і як в сьомий день відпочивав, чемно зібраних Себастіяном Кленовіцем з Сульмержиці», записані в Любліні, видано в Кракові, друк Мацея Ґарволчика, (1581):

1. «Неділя: „Вітаю, день найсвітліший знаменує неділя …“», Niedziela: «Witaj, dniu przenaswietrzy dzisiejszej niedziele…»
2. «Понеділок: „На початку днів, другий день є понеділковий …“» Poniedzialek: «W porzadku dni wtory jest dzien poniedzialkowy…»
3. «Вівторок: „На кожен день хвалімо вашого Господа …“», Wtorek: «Na kazdy dzien chwalemy imie twoje Panie…»
4. «Середа: „Сонце золоте, сонце величне, земле єдина …“», Sroda: «Slonce zlote, slonce wdzieczne, planeto jedyny…»
5. «Четвер: „Отче наш, який всіх в обіймах своїх …“», Czwartek: «Ojcze nasz, ktory wszystko w garsci swej zawierasz…»
6. "П'ятниця: "Господи, відкрий уста мої, нехай визнаю … "", Piatek: «Otworz, Panie, usta moje, niechaj wyznawaja…»
7. «Субота: „У сьомий і останній день у тижня, суботу …“», Sobota: «Siodmy a ostatni dzien w tegodniu sobota…»
8. «Псалом 147: „Славімо, Єрусалимці Господа, Бога нашого …“», Ps 147: «Slawcie, Jerozolimcy, Pana Boga swego…»
9. «Псалом 90: „Хто шукає помочі Всевишнього, в серці своєму…“», Ps 90: «Kto pomocy Nawyzszego zada z serca uprzejmego…»
10. Piosnka uczyniona czasu powietrza, kiedy bylo Interregnum w Roku Panskim 1572: «Mocny Zemscicielu naszych sprosnych zlosci…»
- «Гораіс» — прозиметричний твір, присвячений роду Горайських (Гораїв), Gorais[2]

## Суспільне значення

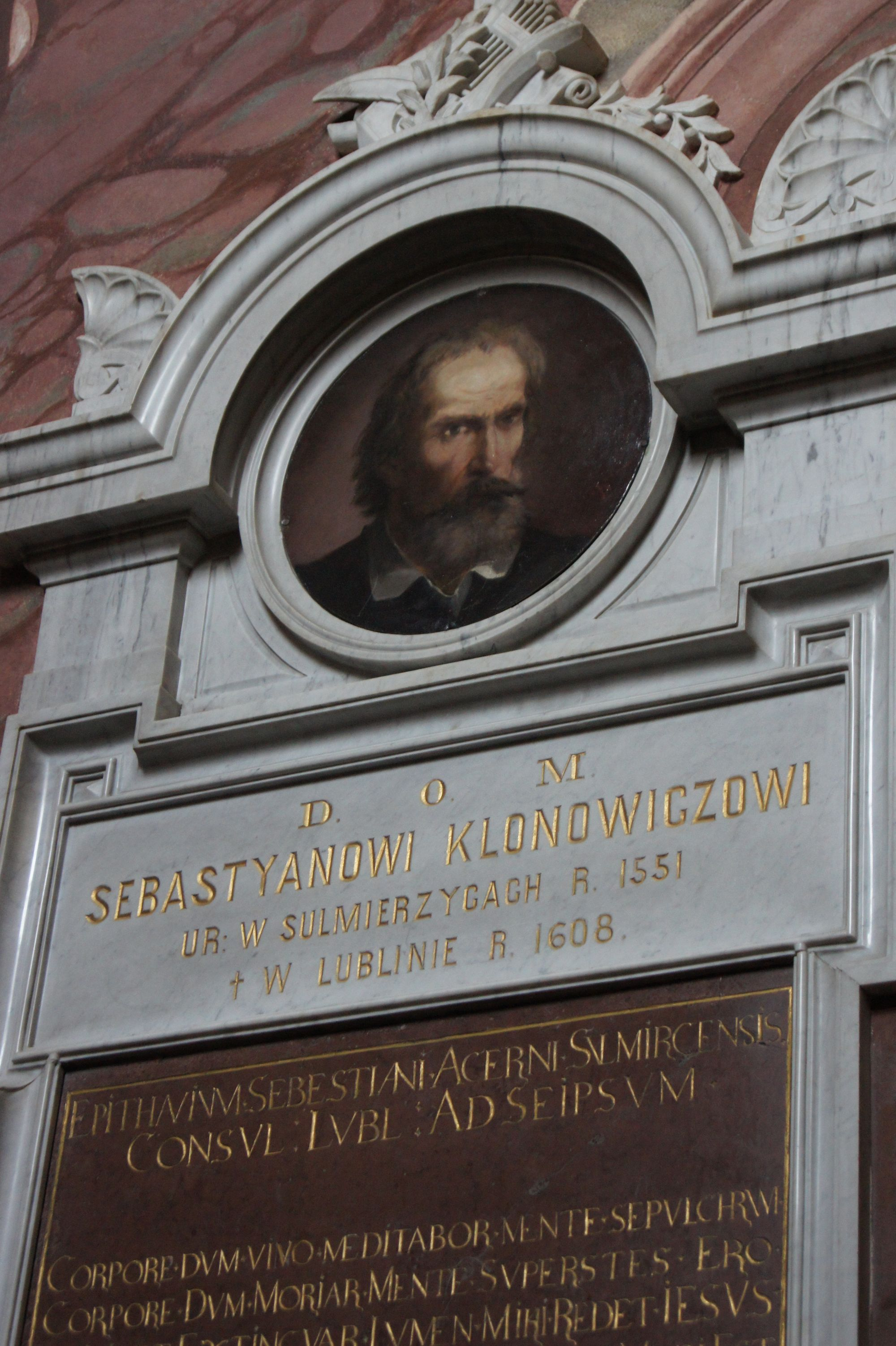
Епітафія Себастіяна Фабіана Кленовича в архікатедральному соборі Любліна.

Написав 4 поеми, найвідоміша з яких «Роксоланія» (тодішня латинська назва України). У ній оспівує красу і багатство української землі, її міст і сіл, зображує життя народу, його звичаї і легенди. Філософські погляди Кленовича мали гуманістичний характер. Основою людського життя для Кленовича є праця. Герой його творів не аскет, що втікає од світу, а людина дії — моряк, який відкриває нові землі, купець, учений. Власне, вся його поема «Роксоланія» — то гімн праці, проголошення необхідності активного земного самоутвердження і самореалізації людини, як сенсу її життя. Кленович був прихильником етичного раціоналізму. Моральне вдосконалення він поєднував з обов'язковим підвищенням освітнього рівня, а однією з головних чеснот уважав уміння людини підкорити свої бажання розумові. Кленовичу була притаманна гуманістична переконаність у здатності людини силою свого розуму і волі створити себе як особистість. Моральним ідеалом для мислителя була стоїчна концепція досконалої людини, основними чеснотами якої вважалися стійкість, шляхетність, розважливість, поміркованість, справедливість, патріотизм. Ці якості, на думку Кленовича, слід прищеплювати з дитинства. Кінцеву мету виховання Кленович вбачав у формуванні гідного і доброчинного члена суспільства.
«Роксоланія» є також цікавою з огляду на наявну в ній спробу автора в ренесансно-гуманістичному ключі осмислити вітчизняну історію. Кленович шукає місце своєму та іншим слов'янським народам у світовому історичному процесі. Тому певне місце відводиться питанню походження українського народу, спільних з іншими коренів. Сповнений оптимізму щодо майбутнього, він закликає братися знову добувати «славу предків»; кличе музу історії Кліо до України і навіть зазначає, що вона сюди вже йде. Зацікавлення національною історією спричинило його інтерес до народного життя. Кленович оспівує красу і багатство української землі, її міст і сіл, докладно змальовує життя простого люду, його звичаї і вірування, використовуючи при цьому багатий арсенал поетичних засобів античної літератури і міфології, яка переплітається з давньоукраїнською, персонажі якої виявляють інколи навіть більшу силу, ніж християнський Бог.
Кленович був видатним латиномовним поетом. Він прагнув навіть заснувати на українських землях латиномовний Парнас. Брав активну участь і в організації навчального процесу в Замойській академії.

## Кленович про Київ і Русь
Кленович у поемі «Роксоланія» (1584) пише:
«Знайте всі люди, що Київ в Русі важить стільки,
Скільки для всіх християн Рим стародавній колись».
Зміст поеми базується на безпосередніх спостереженнях автора з Червоної чи Галицької Русі. Іноді захоплює він своїм зором і ширший український простір з Києвом включно, звертається й до історичних джерел.
Але основна його увага зосереджена на західній частині української землі. Кльонович чітко визначає її український (за тогочасним означенням, — руський) етнічний характер, називає жителів описуваної країни русинами («Russi», рідше «Rutheni» і тільки в одному випадку — галичанами — «Glivicii»). Стверджує, що першопрохідцями, автохтонами цієї землі, тими, хто творив і освоював серед незайманих пущ землеробські угіддя, будував села і міста, були русини. «Плем'я, однак, то своє ім'я русів від прадідів мало. Всі теж нащадки його і прийняли, й признають». Отже тут є ще вільний від тенденційних впливів погляд польського поета на походження населення описуваного краю і його давньої народоназви (етноніма) — русини. Кльонович вирізняє цей народ з-поміж інших сусідніх етносів, в тому числі й московитів. Він зазначає, що край русинів простягається «до литовських аж меж» і «аж до твердих москвичів», а «Чорне море само повело від східних гетів межу».